# 克莉絲朵·梅兒
克莉絲朵·梅兒，（1988年7月31日—），是美國基督搖滾歌手。她的音樂以結合了搖滾及柔和悅耳的旋律聞名。
2008年7月初，她第三張專輯中的歌曲、也是首張單曲「有話就說（Make Some Noise）」的音樂錄影帶在網路上傳送。克莉絲朵在「有話就說」中呈現了不同以往的音樂型態，並融入了舞蹈。她的第三張專輯「有話就說」並於2008年9月9日發行。